# Aimée Antoinette Camus
Aimée Antoinette Camus (L'Isle-Adam (Val-d'Oise), 1º maggio 1879 – Parigi, 17 aprile 1965) è stata una botanica francese, specializzata nello studio delle orchidee.

## Biografia
Camus era la figlia di Edmond Gustave Camus, anch'egli botanico, e nacque a L'Isle-Adam (Val-d'Oise), circa 50 chilometri a nord di Parigi.
Per effetto dell'influenza del padre, si specializzò nello studio delle orchidee e dell'anatomia delle piante, lavorando per un certo periodo con altri professionisti, quali Paul Bergon (1863-1912) e Paul Henri Lecomte (1856-1934).

## Opere
- 1894 : Plantes récoltées à Morcles (canton de Vaud) et sur la montagne de Fully (Valais)- Paris: May et Motteroz,[1]
- 1904 : Classification de saules d'Europe et monographie des saules de France Paris: J.Mersch, 1904-5
- 1906 : Atlas de la monographie des saules de France Paris: imp. de Monrocq, 1906
- 1908 : Monographie des orchidées de l'Europe de l'Afrique septentrionale, de l'Asie Mineure et des provinces russes transcaspiennes Paris: J.Lechevalier, 1908
- 1912 : Florule de Saint-Tropez et de ses environs immédiats Paris: Paul Lechevalier, 1912
- 1913 : Espèces et variétés de riz de l'Indochine Paris: Laboratoire d'Agronomie coloniale, 1913
- 1914 : Les Cyprès (Genre Cupressus): monographie systématique, anatomie, culture, principaux usages Paris: Paul Lechevalier, 1914
- 1918 : Note sur les orchidées de la Vallée de Thorenc,[2]
- 1919 : Note sur quelques orchidées de Vence et de ses environs,[3]
- 1921 : Les Fleurs des marais, des tourbières, des cours d'eau, des lacs et des étangs (plantes palustres et aquatiques) Paris: P. Lechevalier, 1921
- 1921 : E.G.Camus & A.Camus & H. Lecomte, Iconographie des Orchidées d'Europe et du Bassin Méditerranéen, P.Lechevalier, Paris 1921-1929
- 1922 : Flore générale de l'Indo-Chine. Tome 7. Première partie, Eriocaulonacées à Graminées
- 1923 : Les arbres, arbustes et arbrisseaux d'ornement Paris: Lechevalier, 1923
- 1924 : Quelques anomalies florales chez les orchidées,[4]
- 1926 : Un cyprès nouveau du Tassili [Cupressus dupreziana],[5]
- 1929 : Les châtaigniers: monographie des genres Castanea et Castanopsis Paris: P. Lechevalier, 1929
- 1938 : Les Chênes: monographie du genre Quercus [i Lithocarpus] Paris: Paul Lechevalier, 1938-1954

Inoltre, assegnò il nome Neohouzeaua ad un genere di sette specie di bambù tropicali, in onore del lavoro lungo una vita che Jean Houzeau de Lehaie dedicò alla comprensione della botanica e alla propagazione del bambù in Europa e Africa.